# Legionowo Piaski
Legionowo Piaski – stacja kolejowa w Legionowie, w województwie mazowieckim, na linii kolejowej nr 10 Legionowo – Tłuszcz. 

## Nazwa
Do roku 1944 stacja funkcjonowała pod nazwą Lajski, a do 1995 Łajski. Obecna nazwa nawiązuje do nazwy dzielnicy Legionowa – Piasków.

## Ruch pasażerski[1]
| Rok  | Wymiana pasażerska na dobę | Miejsce w Polsce |
| ---- | -------------------------- | ---------------- |
| 2017 | 1500-2000                  | bd.              |
| 2018 | 1500-2000                  | bd.              |
| 2019 | 1000-1500                  | 262.             |
| 2020 | 1000-1500                  | 210.             |
| 2021 | 1000-1500                  | 214.             |
| 2022 | 1000-1500                  | 245.             |
| 2023 | 1000-1500                  | 261.             |

## Opis stacji
Na stacji znajduje się jeden peron wyspowy. Powierzchnia peronu jest pokryta kostką brukową. Wejście na peron od alei Legionów (przejazd kolejowy), oraz od ulicy Piaskowej. Około 200 metrów od peronu w stronę Wieliszewa zachował się nasyp po dawnej trasie kolejowej do Nasielska.

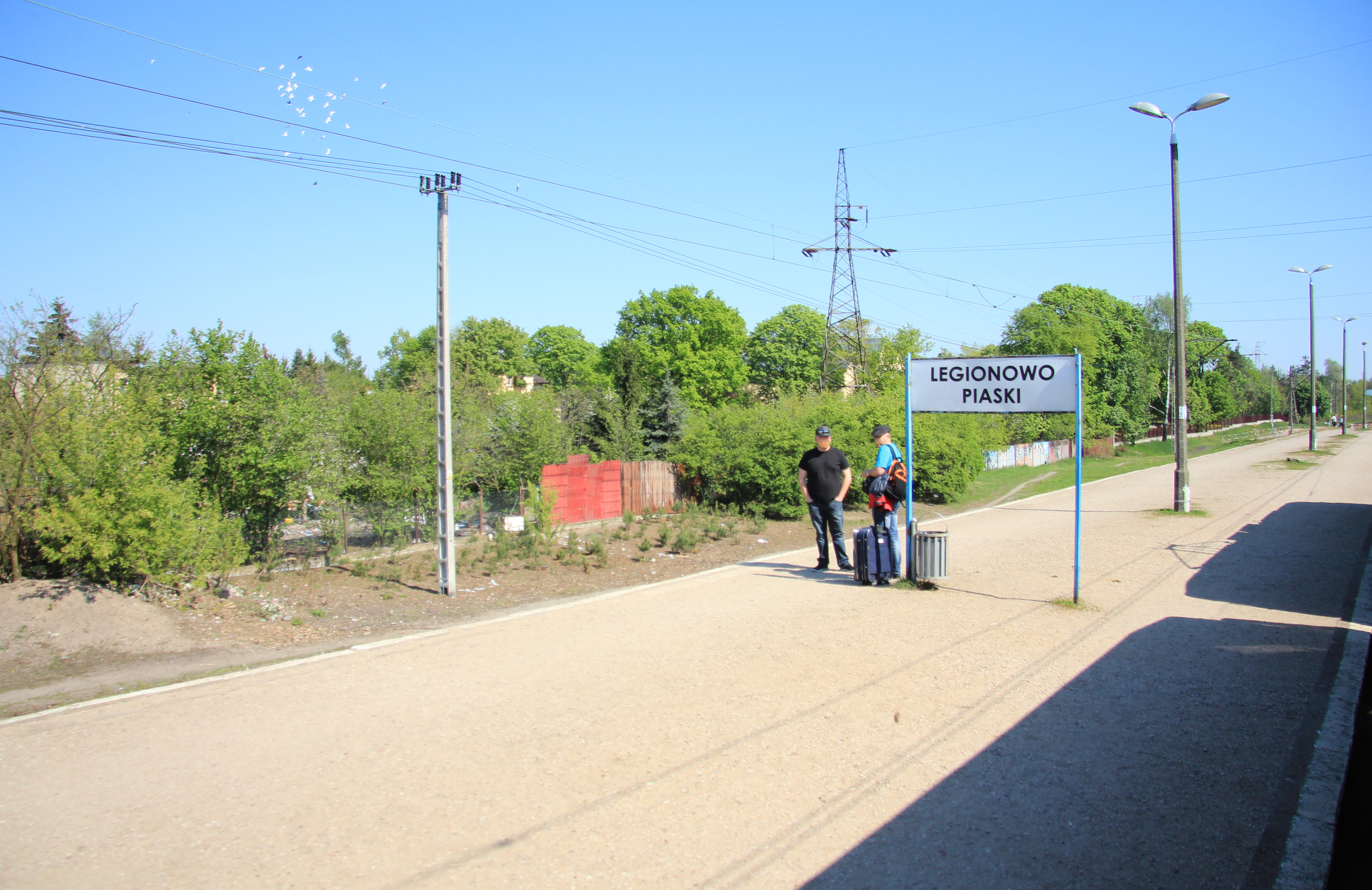
Stacja kolejowa Legionowo Piaski przed remontem

## Połączenia
| Przewoźnik         | Linia   | Trasa                                                                          |                   |
| ------------------ | ------- | ------------------------------------------------------------------------------ | ----------------- |
| SKM Warszawa       | S4      | Zegrze Południowe – Legionowo Piaski – Piaseczno                               | [ 4 ] [ 5 ] [ 6 ] |
| SKM Warszawa       | S40     | Wieliszew/Radzymin – Legionowo Piaski – Piaseczno                              | [ 4 ] [ 5 ] [ 6 ] |
| Koleje Mazowieckie | RE91/92 | Tłuszcz – Legionowo Piaski – Legionowo Przystanek – Modlin – Nasielsk – Sierpc | [ 4 ] [ 5 ] [ 6 ] |